# Keisaku

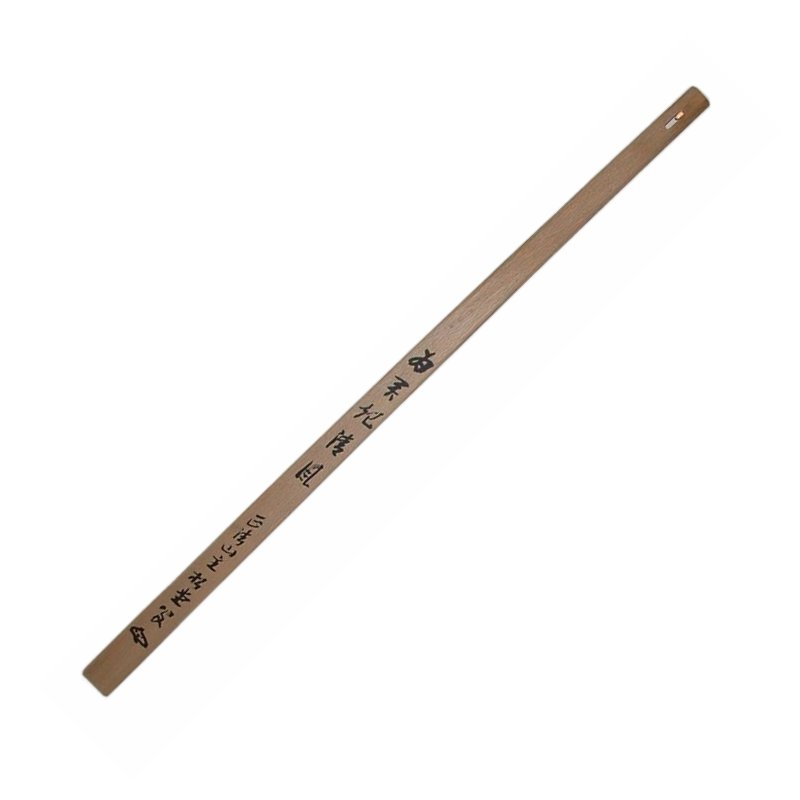
Un keisaku con caligrafía.

En budismo Zen, un Keisaku (警策?) o Kyosaku es una vara plana de madera utilizada por el maestro del Soto durante los períodos de meditación para evitar el adormecimiento o lapsus de concentración.
Se utiliza dando golpes o serie de golpes suaves en la espalda y hombros de quien medita, en la zona muscular entre los huesos y la columna vertebral. El Keisaku es bastante fino y algo flexible y los golpes que da no hacen daño. El impacto, junto con su sonido agudo se considera estimulante.
La palabra Keisaku puede ser traducida como Vara de alarma o estimulante. En la escuela Sōtō, el Kyosaku se utiliza a petición de quien medita, quien arquea la cabeza y hace la señal de Gassho (Námaste) con las manos exponiendo después cada hombro para recibir los golpes.
En el Zen Rinzai, la vara se pide de la misma forma, pero puede ser también utilizada a discreción del Ino, la persona encargada de esta tarea en la sala. Incluso en estos casos, no se considera un castigo, sino un revigorizante para quien medita que puede estar cansado de tantas sesiones de zazen.